# Victoria Dyrstad
Victoria Dyrstad, född 14 juni 1989 i Danderyd, är en svensk skådespelerska. 

## Biografi
Dyrstad utbildades vid Högskolan för scen och musik vid Göteborgs universitet 2015–2018. Hon har medverkat i tv-produktioner som Johan Falk, Arne Dahl och filmer som Boys and Girls. Hon är mest känd för att ha medverkat i komedifilmen Flykten till framtiden från 2016 där hon hade en av huvudrollerna .

## Filmografi
- 2014 – Mannequins
- 2014 – Hoppas farfar dör (TV-serie)
- 2015 – Johan Falk: Tyst diplomati
- 2016 – Girls & Boys
- 2016 – Flykten till framtiden
- 2018 – Utan Hud
- 2018 – Swedi
- 2020 – Bäckström (TV-serie)
- 2023 – Vernissage hos Gud
- 2025 – Kiosken (TV-serie)

## Teater

### Roller (ej komplett)
| År   | Roll                                                          | Produktion | Regi            | Teater                |
| ---- | ------------------------------------------------------------- | --- | --------------- | --------------------- |
| 2018 | Hanna Schwartz, skådespelare Justina, hembiträde hos biskopen | Fanny och Alexander Ingmar Bergman | Eva Bergman     | Göteborgs stadsteater |
| 2019 |                                                               | Shirins vargar Johanna Svalbacke | Marcus Carlsson | Göteborgs stadsteater |
| 2019 |                                                               | Vem är Schmitz? (Frau Schmitz) Lukas Bärfuss | Ildikó Gáspár   | Göteborgs stadsteater |
| 2021 |                                                               | Stormen (The Tempest) William Shakespeare | Ossian Melin    | Göteborgs stadsteater |
| 2021 |                                                               | Vi hade i alla fall tur med ramavtalet Gertrud Larsson | Jenny Nörbeck   | Göteborgs stadsteater |
| 2022 | Patient                                                       | Mordet på Marat (Die Verfolgung und Ermordung Jean Paul Marats, dargestellt durch die Schauspielgruppe des Hospizes zu Charenton unter Anleitung des Herrn de Sade) Peter Weiss | Jan Klata       | Göteborgs stadsteater |
| 2024 | Cordelia, Lears dotter                                        | Kung Lear (King Lear) William Shakespeare | Falk Richter    | Dramaten              |

### Fotnoter
1. ↑  Egefur, Christian (2 december 2016). ”En skådis för framtiden”. ETC Göteborg. https://goteborg.etc.se/kultur-noje/en-skadis-framtiden. Läst 9 mars 2018.
2. ↑  Nykänen, Joni (3 september 2015). ”Här spelar Malmros in nya storfilmen med hustrun”. Aftonbladet. https://www.aftonbladet.se/nojesbladet/film/article21352666.ab. Läst 9 mars 2018.